# Calna, Cluj
Calna (în maghiară Kálna) este un sat în comuna Vad din județul Cluj, Transilvania, România.

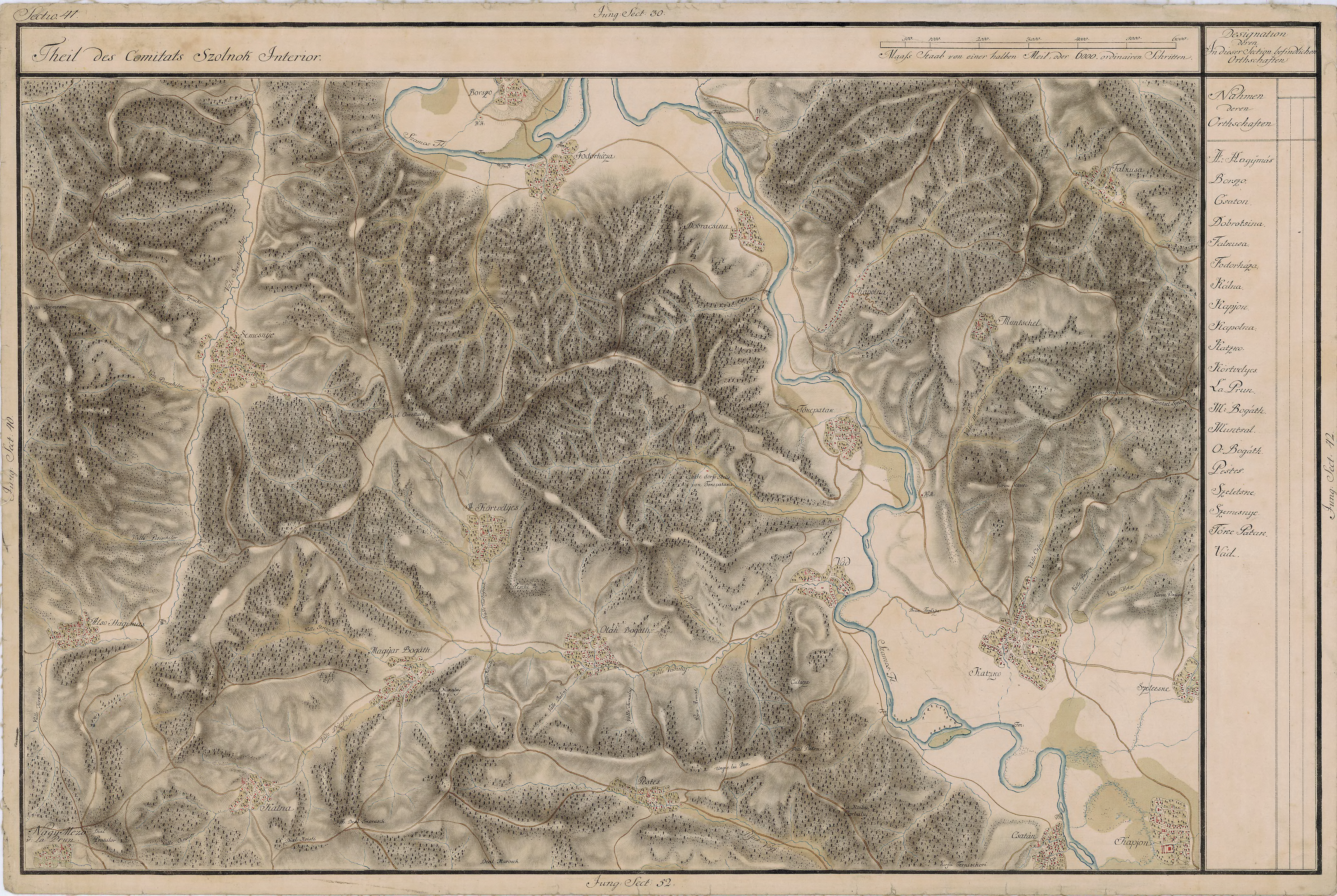
Calna pe Harta Iosefină a Transilvaniei, 1769-1773

## Personalității
- Iustin Marchiș, teolog și duhovnic, preot la Biserica Stavropoleos din București.
- Grigor P. Pop, prof. univ. dr., geograf la Universitatea Babeș-Bolyai din Cluj-Napoca.
- Victor A. Domsa: ziarist, redactor șef al ziarului Tribuna Sibiului.

## Lăcașuri de cult
- Biserica românească „Sf. Arhangheli Mihail și Gavril“ (1671).

## Imagini

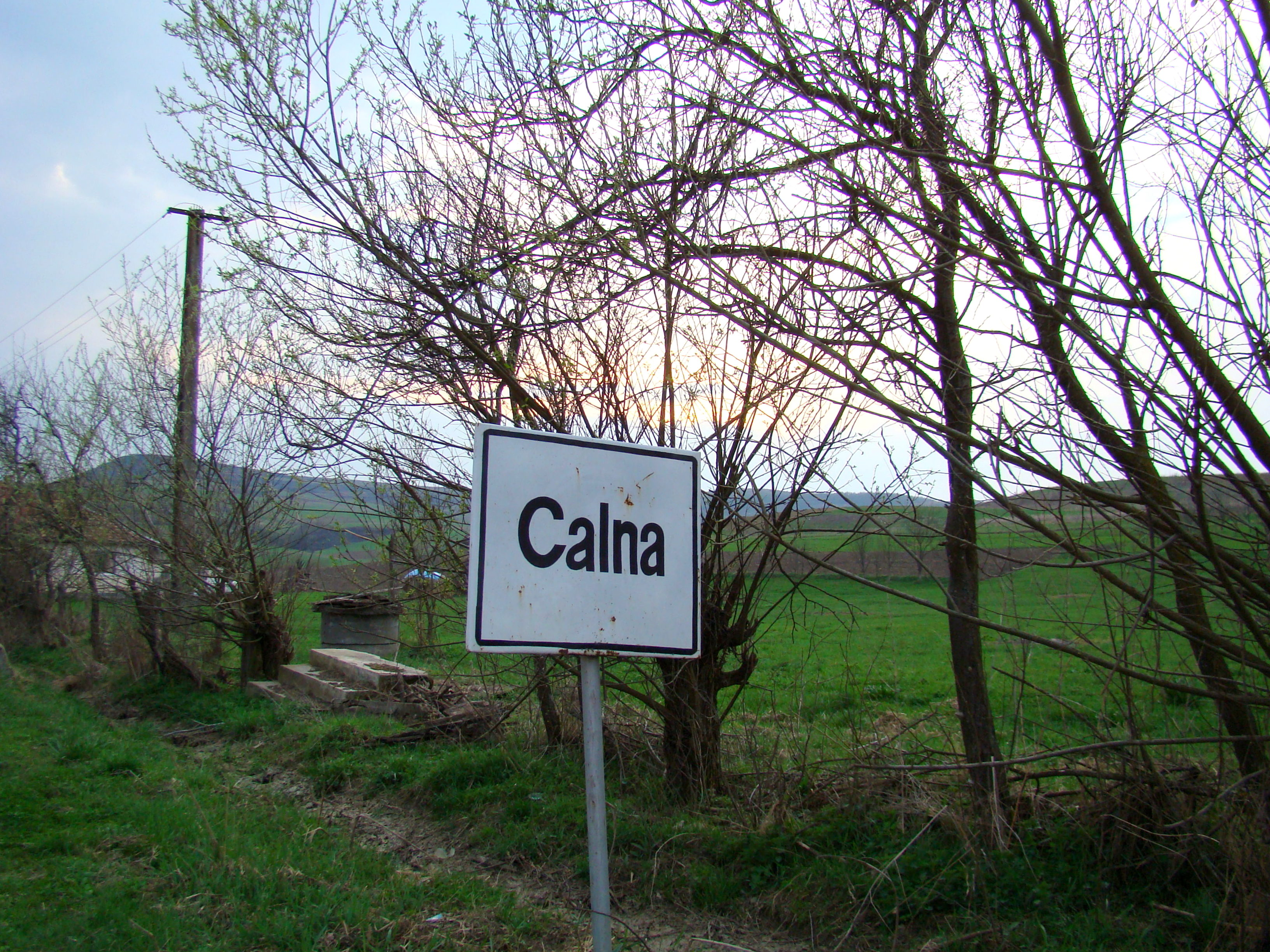
Intrarea în localitate
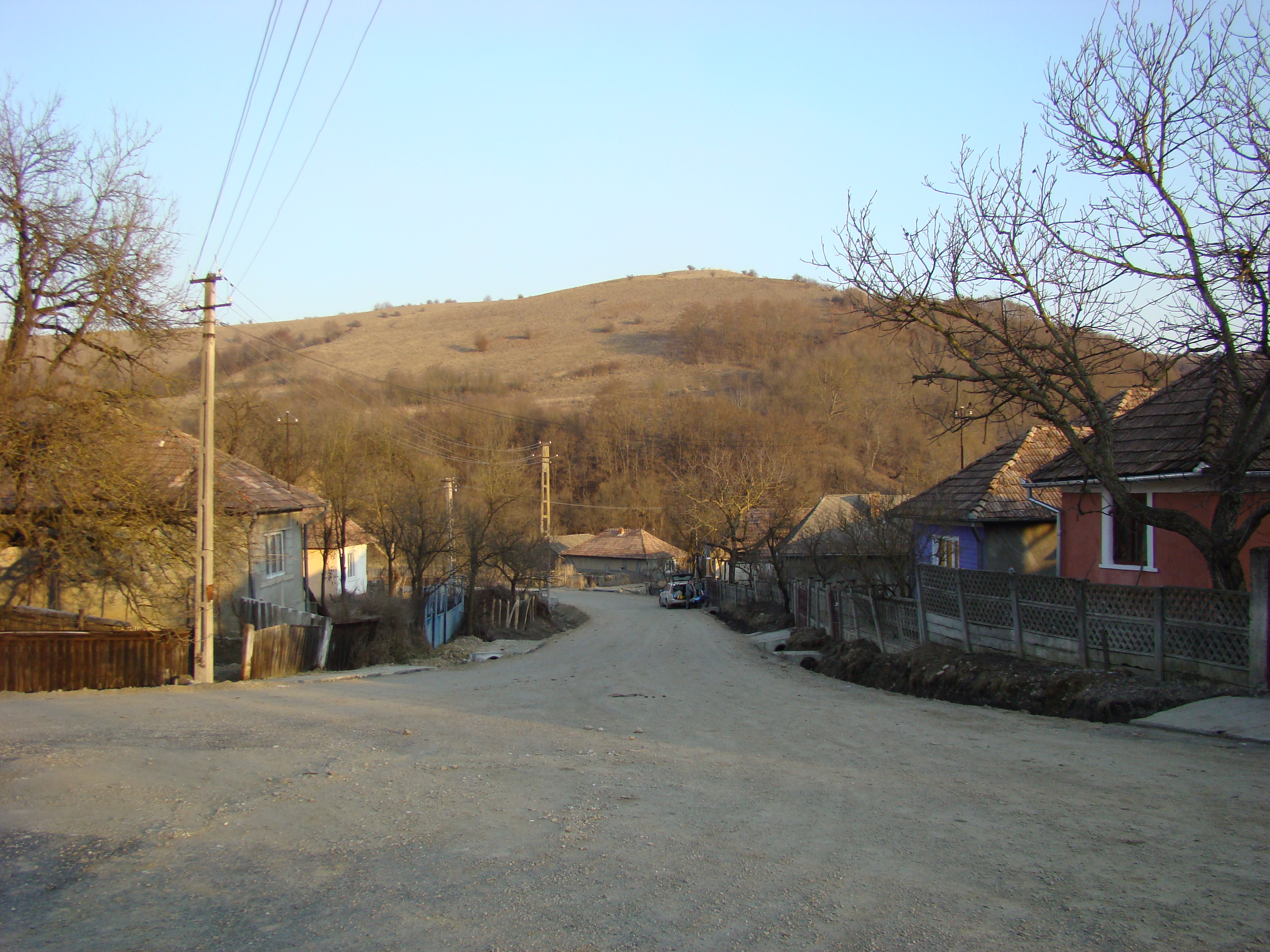
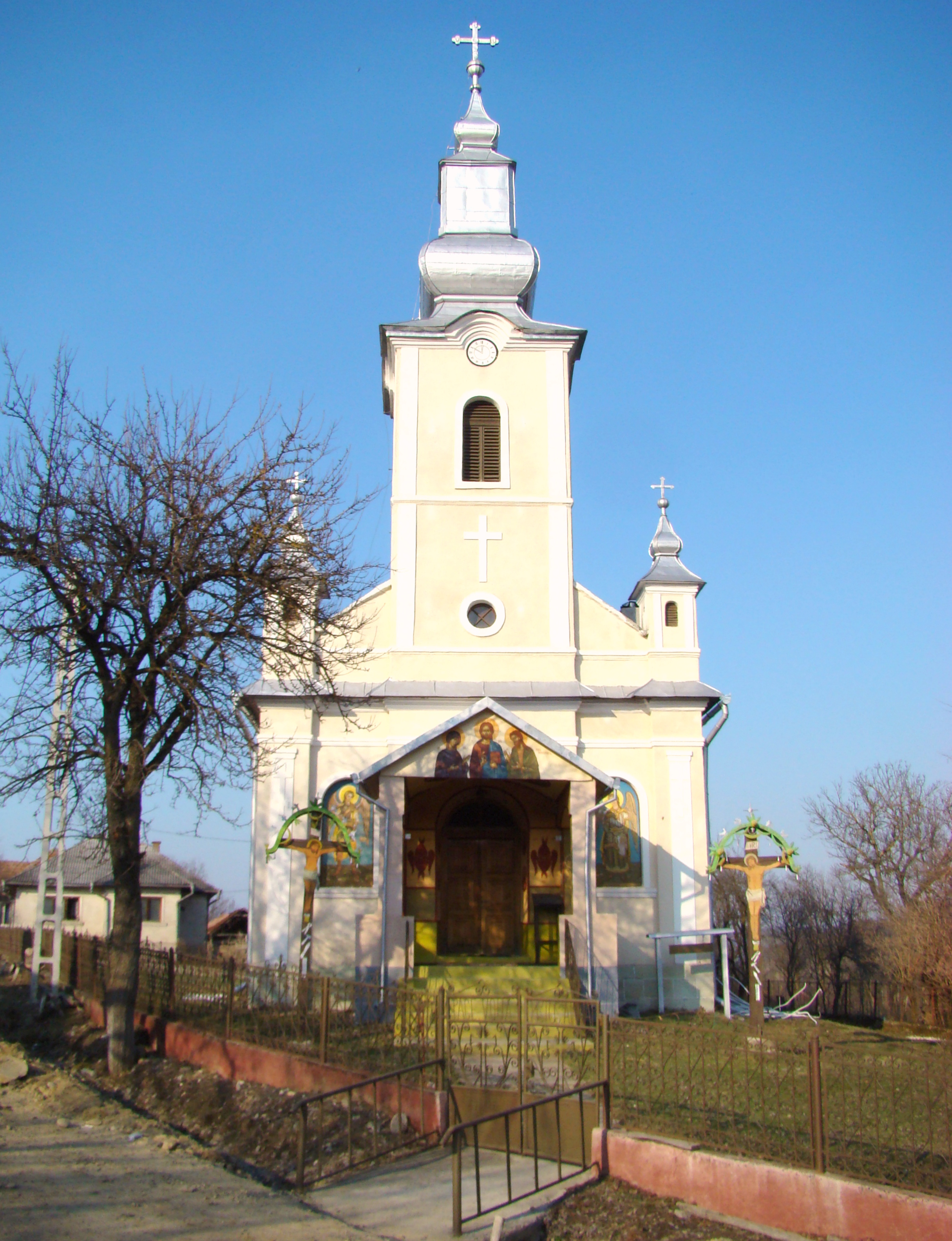
Biserica de zid „Sfinții Arhangheli Mihail și Gavriil” (1930-1933)
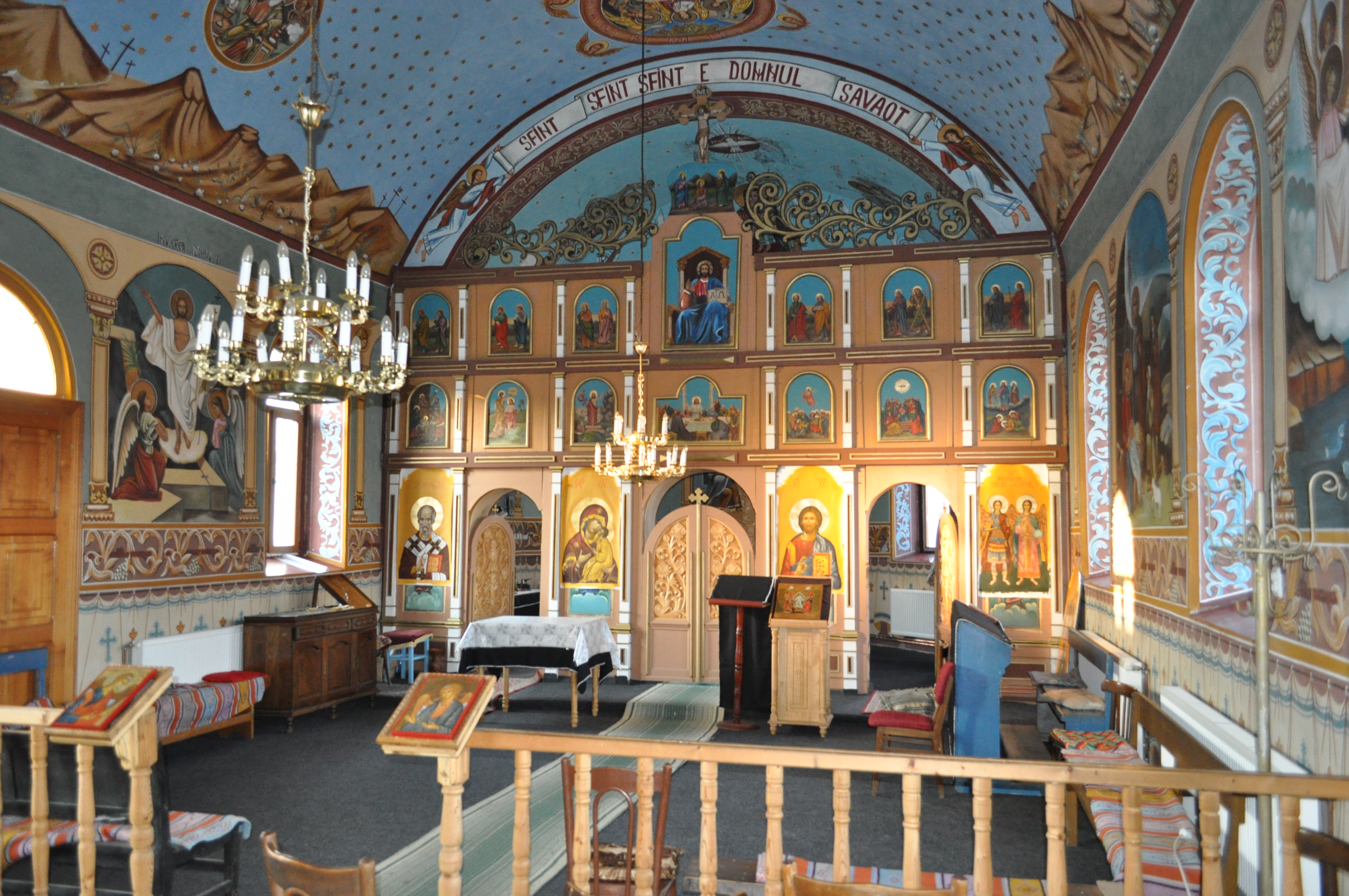
Biserica de zid „Sfinții Arhangheli Mihail și Gavriil” (interior)
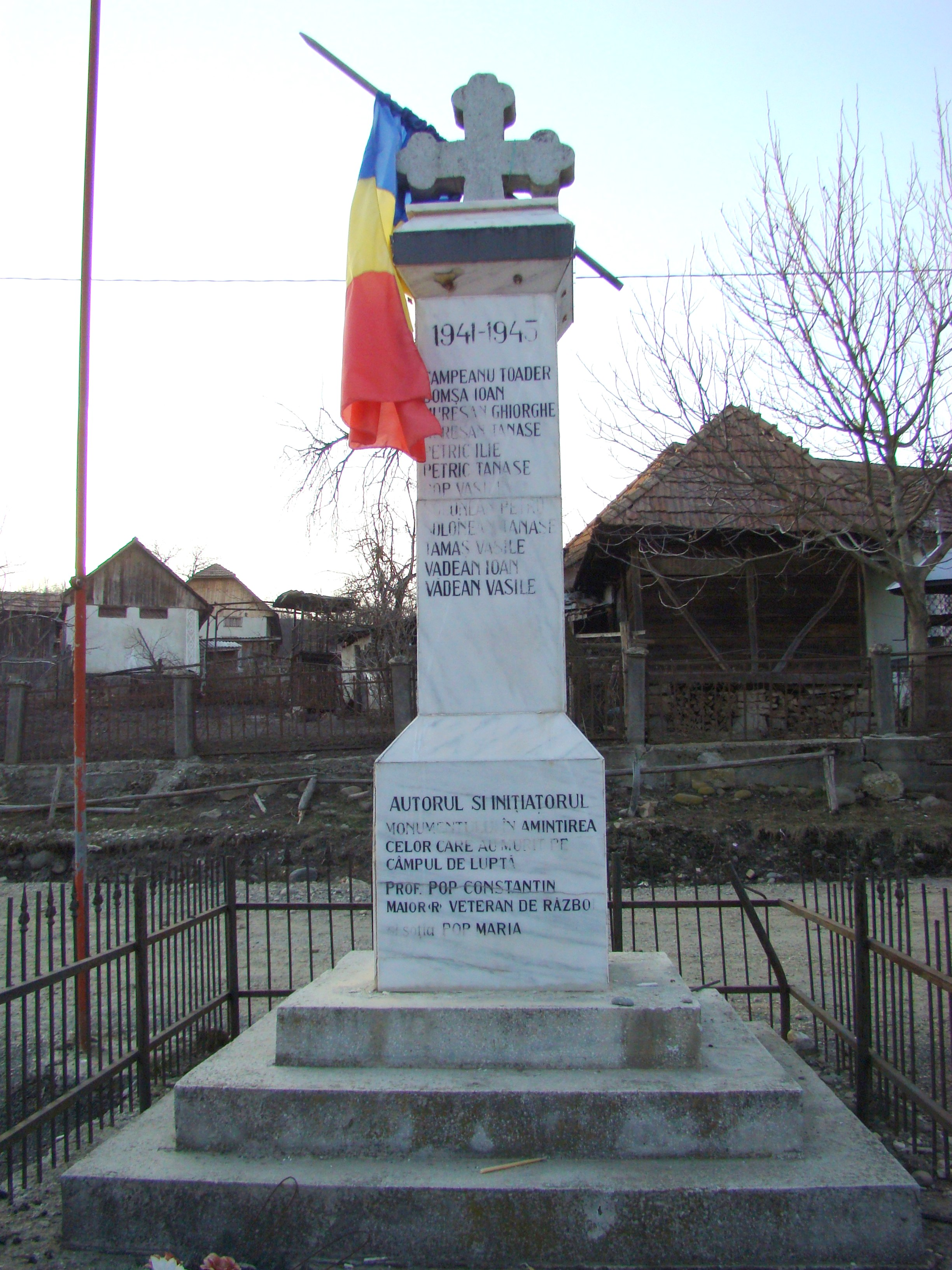
Monumentul Eroilor
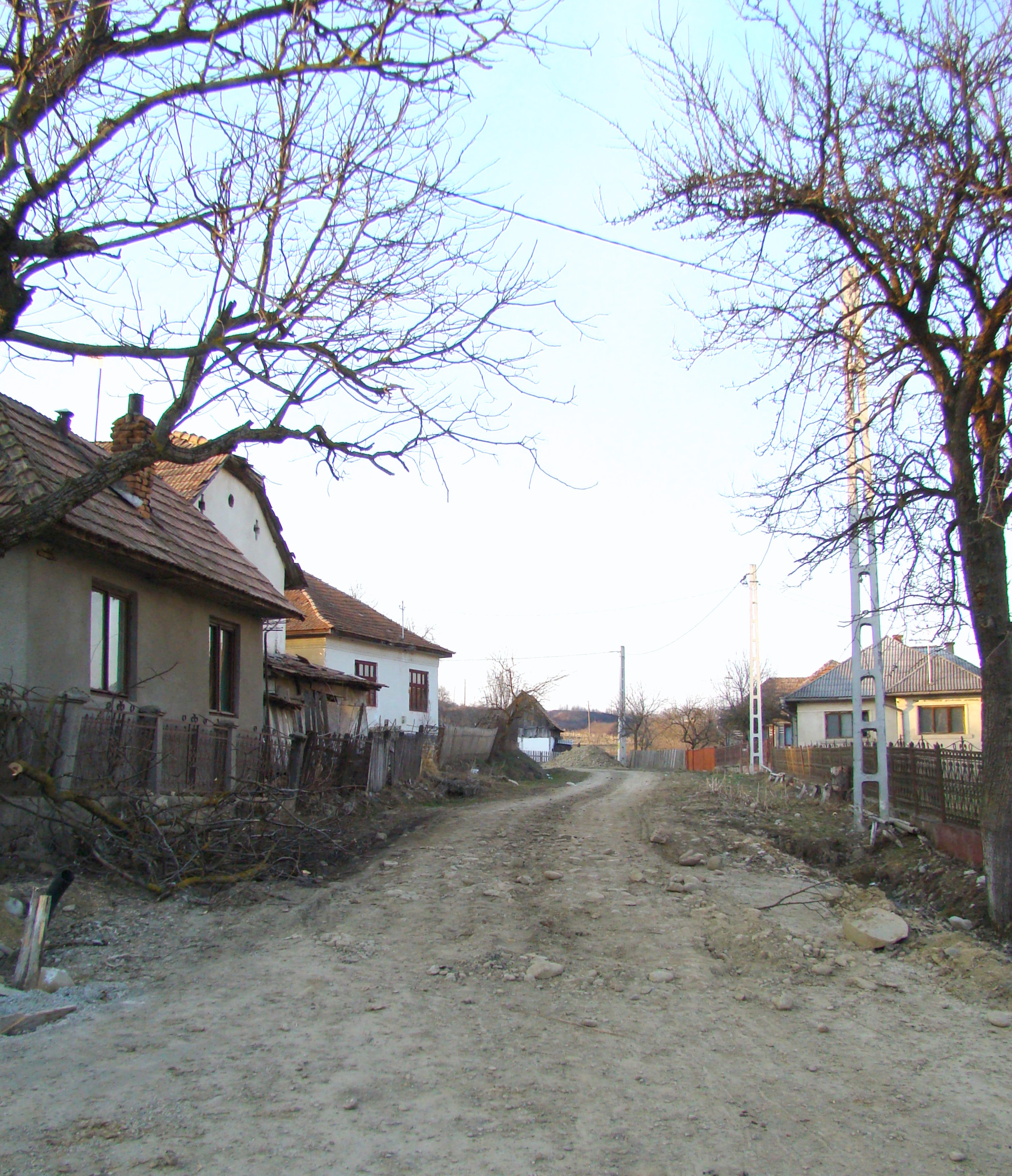
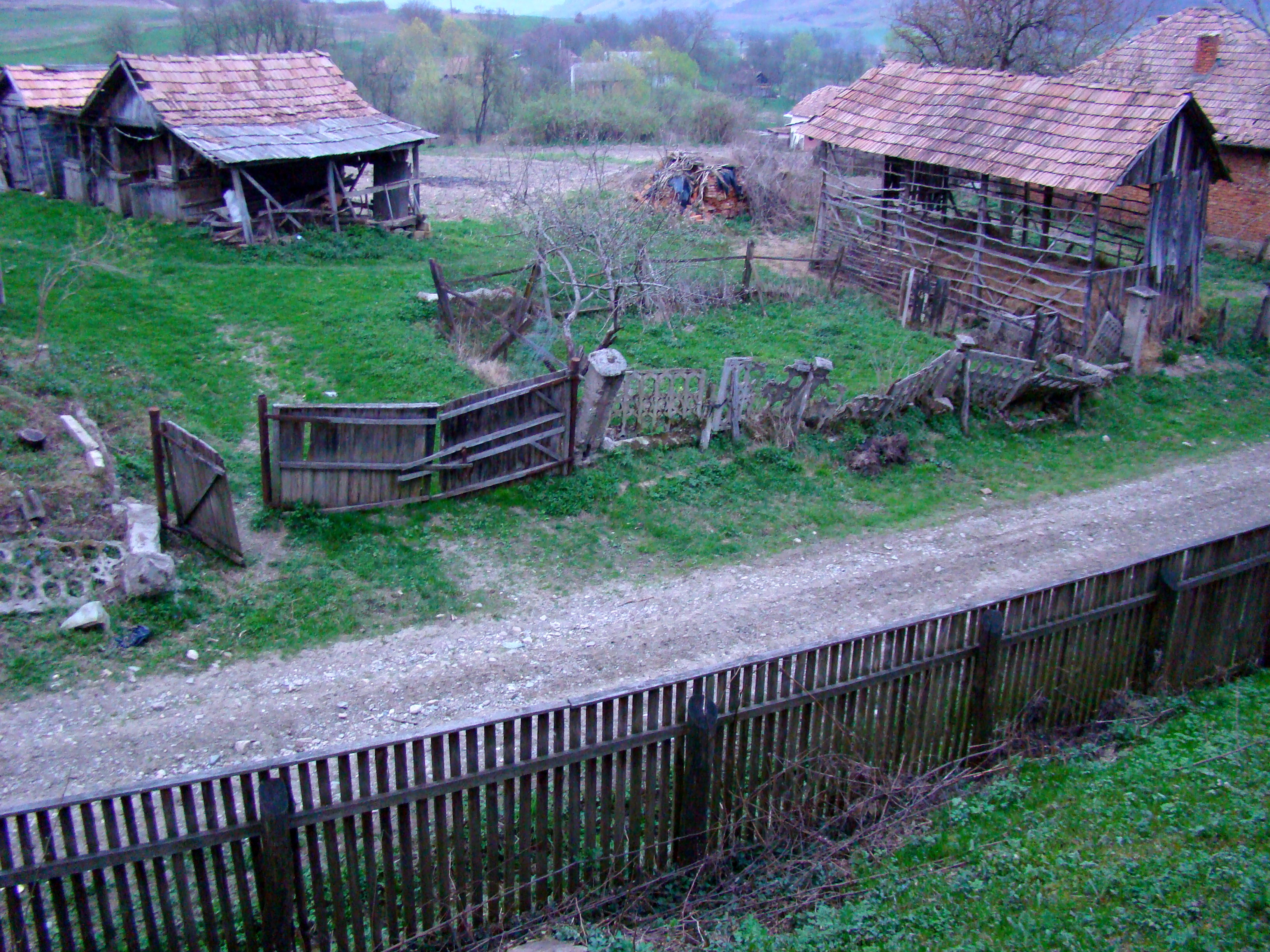
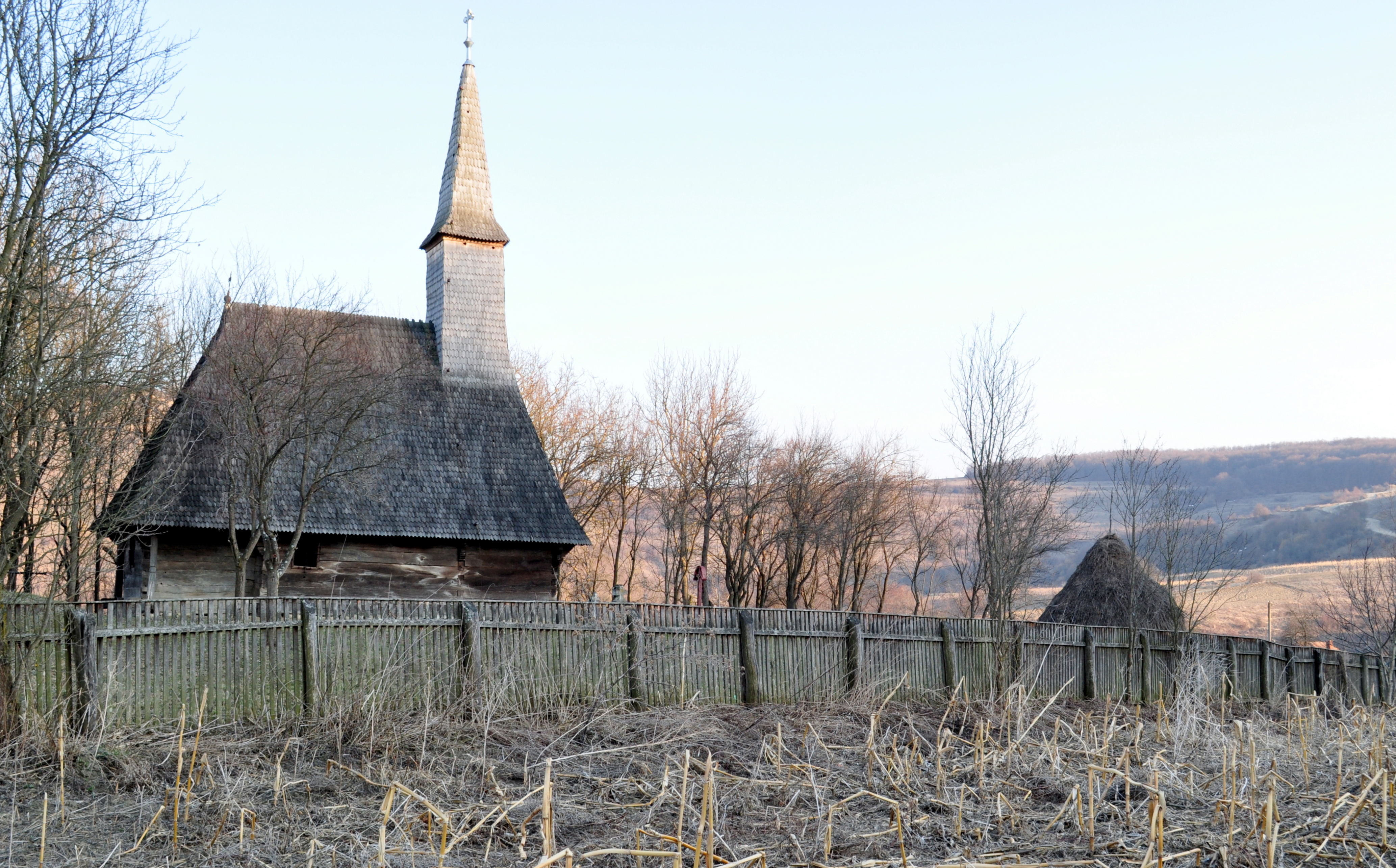
Biserica de lemn și împrejurimile
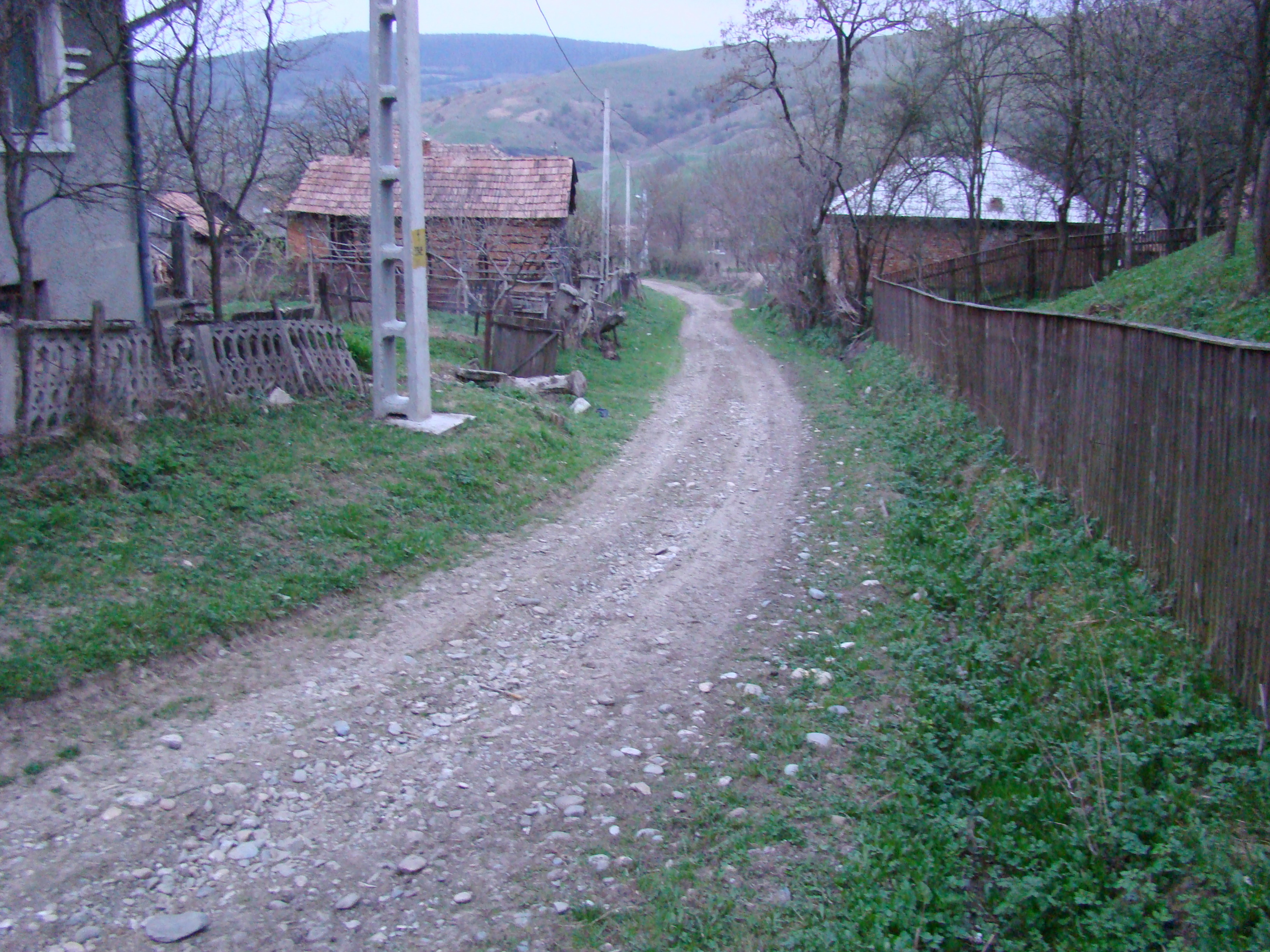

## Legături externe
Materiale media legate de Calna la Wikimedia Commons